# مملكة نري
مملكة نري هي حكومة من العصور الوسطى وُجدت في ما يُعرف اليوم بدولة نيجيريا. نشأت المملكة باعتبارها منطقة نفوذ ديني وسياسي، واستولت على ثلث إغبولاند، وخضعت لإدارة القس–الملك الملقب بـ إزي نري. أدار الـ إزي نري التجارة والعلاقات الدبلوماسية باسم شعب نري، وشعب نري مجموعة فرعية من شعب الإغبو، وكان للـ إزي نري سلطة إلهية مطلقة في ما يخص الشؤون الدينية.
كانت المملكة ملاذًا آمنًا لجميع المنبوذين في مجتمعاتهم، وكانت المكان الذي يُعتق فيه العبيد. توسعت نري عبر التحوّل الديني، فكسبت ولاء المجتمعات المجاورة، ولم تلجأ لاستخدام العنف والقوة. يُقال إن مؤسس مملكة نري، المدعو إري، هو «كائنٌ سماوي» هبط إلى الأرض وأسس حضارة نري. تُعتبر أدوات إغبو أوكو الآثار المشهورة الباقية من حضارة نري. أثرت ثقافة نري على الشعوب الناطقة بلغة إغبو في الشمال والغرب بشكل دائم، عن طريق الدين والتابوهات التي فرضتها بشكل خاص.
يبدو أن العصر الذهبي للملكة ولّى في القرن الثامن عشر، فقُوّضت مملكة نري إثر بروز مملكتي بنين وإغالا، وتجارة العبيد عبر الأطلنطي لاحقًا، لكن يبدو أن مملكة نري استاطعت الحفاظ على سلطتها جيدًا في القرن السادس عشر، بينما استمرت بقايا التسلسل الهرمي للملوك -إزي كلمة بلغة إغبو تعني ملك- حتى تأسيس المستعمرة النيجيرية عام 1911، فمثلت نري إحدى أشكال الدول التقليدية ضمن نيجيريا الحديثة.

## تاريخ
مملكة نري هي مملكة ضمن منطقة شعب إغبو في نيجيريا. وفقًا لأسطورة الخلق لدى شعب أوميري–إغبو، فـ نري وأغوليري هي أراضٍ لعشيرة إومو–إري، والتي يعود نسبها إلى الملك الأبوي إري. أصول إري غير واضحة، على الرغم من وصفه بـ «الكائن السماوي»، والذي أرسله الإله تشوكوو. يعود الفضل لإري في طرح النظام الاجتماعي على شعب أنامبرة. بالإمكان تقسيم تاريخ نري إلى 6 فترات رئيسة: فترة ما قبل إري، فترة إري، الهجرة والوحدة، أوج نفوذ مملكة نري، الانحدار والانهيار والإحياء الاجتماعي–الثقافي (منذ عام 1974–حتى اليوم).

### التأسيس
يشير المؤلف أنوّيجيوغبو إلى أن نفوذ نري في إغبولاند ربما يعود إلى القرن التاسع، بينما تعود القبور الملكية التي اكتُشفت إلى القرن العاشر على أقل تقدير.
وفقًا لمؤلفين آخرين، يُعتقد إن إري، مؤسس نري الأقرب إلى الإله، ربما استوطن المنطقة نحو العقد الأول من القرن السادس عشر. جاء أول ملك لنري، افكوانوم، بعده مباشرة. وفقًا لأنغولو (1981)، تشير التقاليد المحكية اعتلاء إري العرش عام 1043. في المقابل، يرجع تشامبرز (2005) الفترة التي حكم فيها افكوانوم إلى العام 1225 ميلادي.
في عام 1911، سُجلت أسماء 19 ملكًا على نري، لكن لم يكن تحويل القائمة وفق تسلسل زمني بالأمر السهل بسبب طول فترات خلو العرش بين كل ملك وآخر. وفقًا للتقليد، فمن الواجب مرور 7 سنوات على وفاة ملك نري قبل أن يجري تحديد ملك جديد: فكانت فترة خلو العرش أقرب إلى فترة تنبؤ وتكهن لإشارات الملك المتوفي، والذي يتواصل مع خليفة له من اختياره، من قبره خلال فترة سبع سنوات أو أكثر عقب موته. بصرف النظر عن التاريخ الحقيقي، ميزت تلك الفترة بدايات مملكة نري بنظامها المركزي.

### الأوج والسقوط
حققت مملكة نري اتساعها عبر إرسال المتحولين دينيًا إلى المستوطنات الأخرى. لم يكسب ملك نري الولاء عن طريق القوة العسكرية، بل عبر أداء القَسم الشعائري. مُنح الملك سلطة دينية، وجرى الحفاظ على العلاقات مع المستوطنات الأخرى عن طريق المتحولين الدينيين الرُحل. بحلول أواخر القرن السادس عشر، توسع نفوذ نري خارج إقليم إغبو الشمالي ليصل إلى مستوطنات إغبو الواقعة على الضفة الغربية من النيجر والمجتمعات المتأثرة بإمبراطورية بنين. هناك دليل قوي يشير إلى وصول نفوذ إغبو إلى مناطق خارج الإقليم، مثل بنين ومناطق إغالا الجنوبية، مثل إداه، قبل وصول مملكة نري. في أوج نفوذ مملكة نري، امتد تأثيرها ليشمل نحو ربع إغبولاند والمناطق الواقعة خارجها.
استمرت سطوة نري في معظم الأقسام الشمالية الغربية والغربية لإغبولاند منذ عهد الملك الرابع حتى الملك التاسع. بعد ذلك، برزت أنماط من الصراع استمرت منذ عهد الملك العاشر وحتى عهد الملك الرابع عشر، ما عكس على الأرجح الأهمية النقدية لتجارة العبيد. لم تستطع العقيدة القبلية للسكان الأصليين الوقوف أمام تأثيرالعالم الخارجي المتمثل بالفرص الاقتصادية لتجارة العبيد. انحدر نفوذ وتأثير نري عقب بداية القرن الثامن عشر. لكن على الرغم من ذلك، استطاعت مملكة نري الحفاظ على نفسها، ولو أنها أصبحت أضعف وأصغر حجمًا بكثير، حتى عام 1911. في عام 1911، أجبرت القوات البريطانية ملك نري آنذاك على التنازل عن السلطة الشعائرية للدين، ما أنهى القوة السياسية لمملكة نري.

## الحكومة
نُظمت جميع المجتمعات تقريبًا في إغبولاند وفقًا لنظام الألقاب. طوّرت إغبو الواقعة غرب نهر النيجر وعلى ضفته الشرقية نظامًا ملكيًا، فحكمت دولًا مثل ابوه وأونتيشا وأغوتا، بينما كان لقب ملكية الإغبو هو أوبي، وهي على الأرجح مشتقة من أوبا في إمبراطورية بنين (هذا الأمر محط جدل، لأن كلمة «أوبي» في معظم لهجات شعب إغبو تعني «قلب»، وربما كانت إشارة مجازية للملكية، بدلًا من كونها لفظًا دخيلًا من لغة يوربا أو إيدو). طوّر شعب إغبو في نري نظام دولة قائمٍ على السلطة الشعائرية.
كانت مملكة نري حكومة–دينية، تشبه إلى حد ما الدولة الثيوقراطية، نشأت وتطورت في الأراضي الوسطى من إقليم إغبو. كان لنري تشريع رمزي متعدد التابوهات ومؤلف من 6 أنواع، يشمل تابوهات بشرية (كالتوائم) وحيوانية وجامدة وزمنية وسلوكية وكلامية ومكانية. استُخدمت القوانين الخاصة بتلك التابوهات لتعليم وحكم رعايا نري. فمثلًا، حتى لو عاش فرد من الإغبو تحت سلطة إدارة رسمية أخرى، فعلى جميع أتباع الدين احترام قوانين دينهم وإطاعة ممثلي ومفوضي الدين في الأرض.
كان أومو، وهو الاسم الذي يُطلق على فرع أوراق النخيل، رمزًا مهمًا في دين نري، واستُخدم للتقديس والاحتراز. استُخدم الرمز السابق لحماية الوفود التجارية أو لحماية أغراضٍ معينة: فاعتُبر الشخص أو الغرض الذي يحمل غصن أومو محميًا. امتد تأثير تلك الرموز والتقاليد إلى مناطق خارج نري، وأثبت هذا النظام السياسي–الاجتماعي لإغبو، والفريد من نوعه أيضًا، قدرته على التحكم بمناطق أكبر بكثير من مجرد قرى أو بلدات.
على مرّ الكثير من القرون، التزم السكان الذين يعيشون في المناطق التابعة لنري بالسلام. يتجذر مبدأ السلمية الديني هذا في الاعتقاد القائل إن العنف شنيع ومكروه، وهو ما لوّث الأرض. بدلًا من العنف، كان باستطاعة الملك إعلان نوعٍ من الحرمان الكنسي لأولئك الذين يخالفون تابوهات معينة. كان باستطاعة أعضاء الـ إكينغا عزل مجتمعات بأكملها عبر هذ النوع من الحصار الشعائري.